# دوري السوبر الإندونيسي 2008–09
دوري السوبر الإندونيسي 2008–09 (بالإندونيسية: Divisi Utama Liga Indonesia 2008–2009) هو موسم من الدوري الإندونيسي الممتاز ‏. فاز فيه بالي يونايتد.